# Trespasser
Trespasser är ett datorspel som utspelar sig i Jurassic Park-världen. Det utvecklades av DreamWorks Interactive och släpptes 1998. Det är en förstapersonsskjutare, där huvudpersonen är en kvinna som kraschlandar på Isla Sorna. Hon måste klara av att försvara sig mot dinosaurier och lösa olika pussel samtidigt som hon letar efter ett sätt att kalla på hjälp för att ta sig från ön.
Spelet var ett av de första spelen som hade en ordentlig fysikmotor. Till exempel introducerades här ragdollfysik. Spelet sålde dock dåligt på grund av vissa buggar, till exempel konstiga vikningar och brytningar som kunde uppstå med huvudpersonens arm. Det sålde även dåligt på grund av att det var för avancerat för de flesta datorer på den tiden, och för att det inte uppnådde förväntningarna. Utvecklarna hade nämligen hypat sina förhandstittar rejält, så i slutändan var grafiken inte alls den som de hade gjort reklam för.